# 罗克福武尔渡槽
罗克福武尔渡槽 (法語：Aqueduc de Roquefavour)是一座高架渠，位于法国罗讷河口省旺塔布朗，靠近普罗旺斯地区艾克斯。高架渠最初计划于1565年，但直到19世纪才实现。它是由蒙特里希纳设计,建于1841至1847年，是世界上最大的石渡槽。 2002年，它被列为法国历史遗迹。

## 位置
罗克福武尔渡槽靠近普罗旺斯地区艾克斯，可通过 D64 公路到达。 它在旺塔布朗跨越Arc 河

## 历史

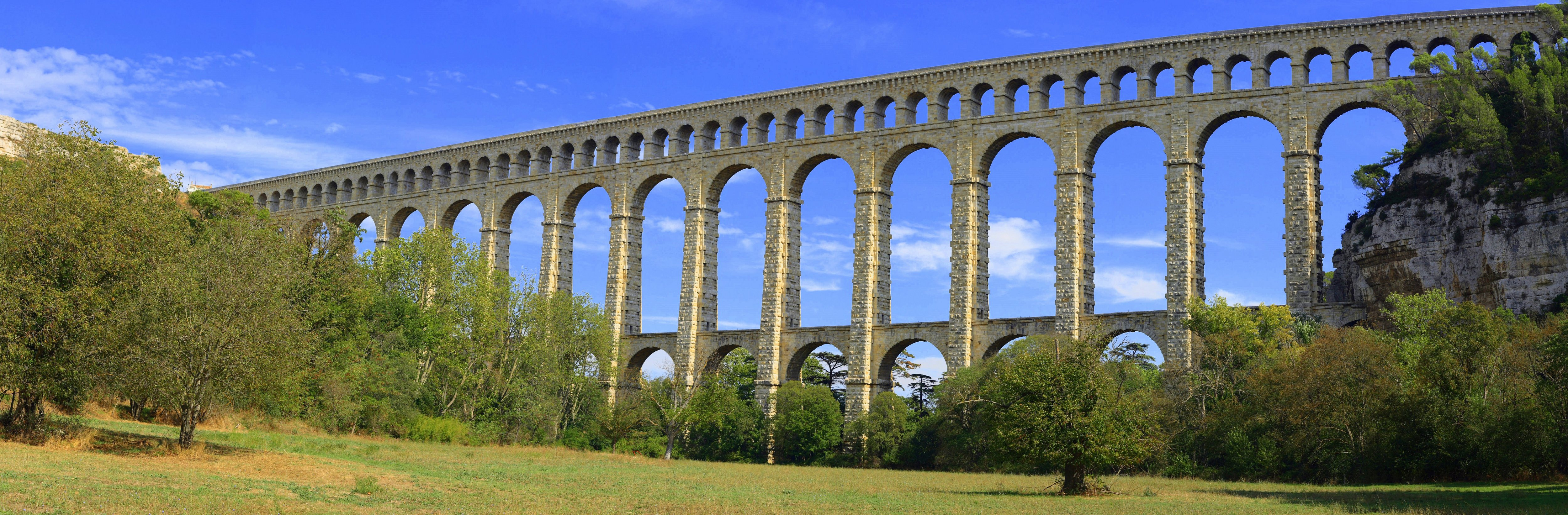

高架渠最初是由一位普罗旺斯地区萨隆的工程师亚当·德·克拉波纳构思于1565年。1834年的旱灾和随后的霍乱流行，使这个想法再次浮出水面。 马克西姆 - 多米尼克 · 康索拉特（1785-1858）, 1832年到1843年担任马赛市长，他支持这个想法。 他聘请了工程师让·弗朗索瓦·德·蒙特里彻（1810–1858）来设计。工期为时6年，从1841年到1847年。 动用5000名工人，包括300名石匠，耗资380万法国法郎。它高83米，长375米，地基9至10米深。
高架渠将水从迪朗斯河河引到马赛的隆尚宫（Palais Longchamp），终点是拉西奥塔.。1847年6月30日，水开始流淌。1852年9月30日，皇帝拿破仑三世授予让·弗朗索瓦·德·蒙特里彻法国荣誉军团勋章。后来，著名摄影师爱德华·巴尔杜斯拍摄了这张照片。
1992年9月12日，庆祝了高架渠建造150周年。

## 保护
2002年，它被列为法国历史遗迹。